# Jamyang Khyentse Wangpo
Jamyang Khyentse Wangpo (tib.  'jam dbyangs mkhyen brtse’i dbang po, tibetisch འཇམ་དབྱངས་མཁྱེན་བརྩེའི་དབང་པོ; geb. 1820 in Derge; gest. 1892) war ein bedeutender Meister des tibetischen Buddhismus. Seine Ausbildung begann in der Sakya-Tradition, später erhielt er Unterweisungen vieler großer Lehrer aus allen bedeutenden buddhistischen Schultraditionen Tibets.

## Gründung der Rime-Bewegung
Zusammen mit den Meistern Jamgön Kongtrül Lodrö Thaye und Orgyen Choggyur Lingpa gründete er die Rime-Bewegung. Rime wurde in Tibet zum Inbegriff einer schulübergreifenden, ökumenischen Sichtweise, die sich zum Ziel setzte, die sektiererischen Spaltungstendenzen der verschiedenen Schulen untereinander zu überwinden und viele seltene Übertragungslinien vor dem Niedergang zu bewahren.
In diesem Zusammenhang sammelten die Meister dieser Bewegung alle Lehren der verschiedenen Schulen und Übertragungslinien und übertrugen sie an ihre Schüler.

## Tätigkeit als Tertön
Jamyang Khyentse Wangpo war auch einer der sogenannten „Fünf großen Tertön Könige“, einer der bedeutendsten Entdecker der von Guru Rinpoche und seinen engsten Schülern im 8. und 9. Jahrhundert verborgenen spirituellen Lehren.

## Nachfolgende Reinkarnationen
Nach der Überlieferung des tibetischen Buddhismus waren die berühmten Meister Jamyang Khyentse Chökyi Lodrö (1896–1959) sowie Dilgo Khyentse Rinpoche (1910–1991) Inkarnationen von Jamyang Khyentse Wangpo.